# Wahida Clark
Wahida Clark és una escriptora negra estatunidenca coneguda per la seva sèrie de novel·les Thug. Va començar la seva carrera literària quan estava a la presó i les seves novel·les han estat llistades com a bestsellers pel The New York Times i per Essence.

## Vida i carrera professional
Clark va estudiar escriptura creativa quan estava a la presó complint una pena de 10 anys per robatori i frau postal. Va escriure la seva primera novel·la a la presó. Les seves primeres novel·les foren escrites a la presó però després va fer la seva pròpia companyia editora per a publicar-les, Wahida Clark Presents Publishing Company LLC. Ha publicat 11 novel·les. S'ha especialitzat en un sub-gènere de la ficció urbana descrita com ficcions d'amor de brètols. També és coautora amb Jamila T. Davis de la sèrie de novel·les "The Pink Panther Clique".
A més a més de la seva carrera d'escriptura, Clark és una couch motivacional. Fa xerrades a escoles de secundària, presons i institucions juvenils per animar a que els joves desenvolupin les seves possibilitats enlloc de que perdin el temps.

## Obres
- Thugs and The Women Who Love Them (2002)
- Every Thug Needs a Lady (2003)
- Payback is a Mutha (2006)
- Thug Matrimony  (2007)
- Sleeping With the Enemy (2008)
- Payback With Ya Life (2008)
- Thug Lovin' (2009)
- Golden Hustla" (2010)
- Justify My Thug" (2011)
- Payback Ain't Enough (2012)
- Honor Thy Thug" (2013)
- Blood, Sweat & Payback" (2014)

## Premis
- Editor de l'any per United Distribution (2014)